# 马洛丽·科默福德
马洛丽·科默福德（英語：Mallory Comerford，1997年9月6日—）生于密歇根州卡拉马祖，是一名美国女子游泳运动员，主攻短距离自由泳。科默福德2015年毕业于普莱恩韦尔高中，同年就读于路易斯维尔大学，同时加入美国国家青年队。2017年游泳世锦赛，科默福德获得了五枚金牌，全部来自于接力项目。她也因该届世锦赛上的表现而获得美国游泳协会颁发的年度最佳突破奖。